# Ardisia olivacea
Ardisia olivacea är en viveväxtart som beskrevs av Egbert Hamilton Walker. Ardisia olivacea ingår i släktet Ardisia och familjen viveväxter. Inga underarter finns listade i Catalogue of Life.